# Домен (Француска)
Домен (фр. Domène) насеље је и општина у источној Француској у региону Рона-Алпи, у департману Изер која припада префектури Гренобл.
По подацима из 2011. године у општини је живело 6607 становника, а густина насељености је износила 1248,96 становника/km². Општина се простире на површини од 5,29 km². Налази се на средњој надморској висини од 220 метара (максималној 520 m, а минималној 214 m).

## Демографија
| 1962. | 1968. | 1975. | 1982. | 1990. | 1999. | 2011. |
| ----- | ----- | ----- | ----- | ----- | ----- | ----- |
| 4.372 | 4.901 | 5.297 | 5.308 | 5.775 | 6.399 | 6.607 |

График промене броја становника у току последњих година